# 柚月もなか
柚月 もなか （ゆづき もなか、2月18日 - ）は、日本のイラストレーター、漫画家。千葉県出身。女性。

## 人物
2006年より『まんがタイムラブリー』（芳文社）に「カフェらった!」を連載開始。その後も主に芳文社の漫画誌を中心に活動を続けている。
小林ユミヲのアシスタントを務めていた。Kis-My-Ft2のファンであり、同じ女性漫画家の七島佳那と親交がある。趣味はF1観戦。
既婚者であり、息子が1人いる。

## 作品
- カフェらった!（2006年 まんがタイムラブリー（芳文社）- 2010年）
  - 単行本（1巻）（刊行：芳文社、まんがタイムコミックス） 2008年11月7日発行/ISBN 978-4-8322-6689-6
- 手のり魔王（2007年 まんがタイムジャンボ（芳文社）- 2010年）
  - 単行本（刊行：芳文社、まんがタイムコミックス） 2010年2月6日発行/ISBN 978-4-8322-6820-3
- 超本当にあった(生)ここだけの話（芳文社、2010年 - 2018年）※不定期連載
- 白石さん うつらうつら（まんがライフオリジナル（竹書房）、2015年6月号）※ゲスト扱い
- 箱入りブラザー（まんがライフオリジナル（竹書房）、2015年9月号）※ゲスト扱い